# Mouton (Charente)
Mouton é uma comuna francesa na região administrativa da Nova Aquitânia, no departamento de Charente. Estende-se por uma área de 9,08 km². Em 2010 a comuna tinha 225 habitantes (densidade: 24,8 hab./km²).